# Natal dos Simples
Natal dos Simples é um EP de José Afonso, editado a partir do LP Cantares de Andarilho, lançado em 1968.

## Faixas
| N.º | Título                 | Compositor(es)                   | Duração |  |
| 1.  | "Natal dos Simples"    | José Afonso                      |         |  |
| 2.  | "Balada do Sino"       | José Afonso                      |         |  |
| 3.  | "O Cavaleiro e o Anjo" | José Afonso                      |         |  |
| 4.  | "Saudadinha"           | Tradicional Açoriana/José Afonso |         |  |

## Letra da faixaNatal dos Simples
Vamos cantar as janeiras

Vamos cantar as janeiras

Por esses quintais adentro vamos

às raparigas solteiras

Vamos cantar orvalhadas

Vamos cantar orvalhadas

Por esses quintais adentro vamos

às raparigas casadas

Vira o vento e muda a sorte

Vira o vento e muda a sorte

Por aqueles olivais perdidos

Foi-se embora o vento norte

Muita neve cai na serra

Muita neve cai na serra

Só se lembra dos caminhos velhos

Quem tem saudades da terra

Quem tem a candeia acesa

Quem tem a candeia acesa

Rabanadas pão e vinho novo

Matava a fome à pobreza

Já nos cansa esta lonjura

Já nos cansa esta lonjura

Só se lembra dos caminhos velhos

Quem anda à noite à aventura